# 吞丁
吴吞丁（發音：[tʰʊ́ɴ tɪ̀ɴ]，1920年10月2日—2020年5月1日），缅甸第六任总理。

## 生平
1920年10月2日生于密支那，1941年获曼德勒大學学士学位。吞丁是德欽黨党员，也是地下反英运动的学生领袖。1942年加入缅甸独立军，日占期间入军官训练学校，缅甸脱英独立后继续在缅甸军队服役。1950年参加英国宪兵司令课程，后任缅甸陆军宪兵司令。1972年任合作社部副部长，同年退役。此前曾任缅甸国防部训练计划处长。1974年任劳动部部长。1975年任合作社部部长。1977年内阁改组期间任财政和计划部部长。1978年任副总理，兼任财政和计划部部长。1988年7月至9月任缅甸总理。

## 逝世
2020年5月1日在仰光第二军医院去世。